# Batteria (scacchi)
|   | a | b | c | d | e | f | g | h |   |
| 8 | a8 torre del nero · d8 re del nero · h8 torre del nero · a7 pedone del nero · b7 pedone del nero · d7 pedone del nero · f7 pedone del nero · g7 alfiere del nero · h7 pedone del nero · c6 cavallo del nero · g6 pedone del nero · c3 cavallo del bianco · d3 torre del bianco · f3 cavallo del bianco · a2 pedone del bianco · b2 pedone del bianco · c2 pedone del bianco · f2 pedone del bianco · g2 pedone del bianco · h2 pedone del bianco · d1 torre del bianco · g1 re del bianco | a8 torre del nero · d8 re del nero · h8 torre del nero · a7 pedone del nero · b7 pedone del nero · d7 pedone del nero · f7 pedone del nero · g7 alfiere del nero · h7 pedone del nero · c6 cavallo del nero · g6 pedone del nero · c3 cavallo del bianco · d3 torre del bianco · f3 cavallo del bianco · a2 pedone del bianco · b2 pedone del bianco · c2 pedone del bianco · f2 pedone del bianco · g2 pedone del bianco · h2 pedone del bianco · d1 torre del bianco · g1 re del bianco | a8 torre del nero · d8 re del nero · h8 torre del nero · a7 pedone del nero · b7 pedone del nero · d7 pedone del nero · f7 pedone del nero · g7 alfiere del nero · h7 pedone del nero · c6 cavallo del nero · g6 pedone del nero · c3 cavallo del bianco · d3 torre del bianco · f3 cavallo del bianco · a2 pedone del bianco · b2 pedone del bianco · c2 pedone del bianco · f2 pedone del bianco · g2 pedone del bianco · h2 pedone del bianco · d1 torre del bianco · g1 re del bianco | a8 torre del nero · d8 re del nero · h8 torre del nero · a7 pedone del nero · b7 pedone del nero · d7 pedone del nero · f7 pedone del nero · g7 alfiere del nero · h7 pedone del nero · c6 cavallo del nero · g6 pedone del nero · c3 cavallo del bianco · d3 torre del bianco · f3 cavallo del bianco · a2 pedone del bianco · b2 pedone del bianco · c2 pedone del bianco · f2 pedone del bianco · g2 pedone del bianco · h2 pedone del bianco · d1 torre del bianco · g1 re del bianco | a8 torre del nero · d8 re del nero · h8 torre del nero · a7 pedone del nero · b7 pedone del nero · d7 pedone del nero · f7 pedone del nero · g7 alfiere del nero · h7 pedone del nero · c6 cavallo del nero · g6 pedone del nero · c3 cavallo del bianco · d3 torre del bianco · f3 cavallo del bianco · a2 pedone del bianco · b2 pedone del bianco · c2 pedone del bianco · f2 pedone del bianco · g2 pedone del bianco · h2 pedone del bianco · d1 torre del bianco · g1 re del bianco | a8 torre del nero · d8 re del nero · h8 torre del nero · a7 pedone del nero · b7 pedone del nero · d7 pedone del nero · f7 pedone del nero · g7 alfiere del nero · h7 pedone del nero · c6 cavallo del nero · g6 pedone del nero · c3 cavallo del bianco · d3 torre del bianco · f3 cavallo del bianco · a2 pedone del bianco · b2 pedone del bianco · c2 pedone del bianco · f2 pedone del bianco · g2 pedone del bianco · h2 pedone del bianco · d1 torre del bianco · g1 re del bianco | a8 torre del nero · d8 re del nero · h8 torre del nero · a7 pedone del nero · b7 pedone del nero · d7 pedone del nero · f7 pedone del nero · g7 alfiere del nero · h7 pedone del nero · c6 cavallo del nero · g6 pedone del nero · c3 cavallo del bianco · d3 torre del bianco · f3 cavallo del bianco · a2 pedone del bianco · b2 pedone del bianco · c2 pedone del bianco · f2 pedone del bianco · g2 pedone del bianco · h2 pedone del bianco · d1 torre del bianco · g1 re del bianco | a8 torre del nero · d8 re del nero · h8 torre del nero · a7 pedone del nero · b7 pedone del nero · d7 pedone del nero · f7 pedone del nero · g7 alfiere del nero · h7 pedone del nero · c6 cavallo del nero · g6 pedone del nero · c3 cavallo del bianco · d3 torre del bianco · f3 cavallo del bianco · a2 pedone del bianco · b2 pedone del bianco · c2 pedone del bianco · f2 pedone del bianco · g2 pedone del bianco · h2 pedone del bianco · d1 torre del bianco · g1 re del bianco | 8 |
| 7 | a8 torre del nero · d8 re del nero · h8 torre del nero · a7 pedone del nero · b7 pedone del nero · d7 pedone del nero · f7 pedone del nero · g7 alfiere del nero · h7 pedone del nero · c6 cavallo del nero · g6 pedone del nero · c3 cavallo del bianco · d3 torre del bianco · f3 cavallo del bianco · a2 pedone del bianco · b2 pedone del bianco · c2 pedone del bianco · f2 pedone del bianco · g2 pedone del bianco · h2 pedone del bianco · d1 torre del bianco · g1 re del bianco | a8 torre del nero · d8 re del nero · h8 torre del nero · a7 pedone del nero · b7 pedone del nero · d7 pedone del nero · f7 pedone del nero · g7 alfiere del nero · h7 pedone del nero · c6 cavallo del nero · g6 pedone del nero · c3 cavallo del bianco · d3 torre del bianco · f3 cavallo del bianco · a2 pedone del bianco · b2 pedone del bianco · c2 pedone del bianco · f2 pedone del bianco · g2 pedone del bianco · h2 pedone del bianco · d1 torre del bianco · g1 re del bianco | a8 torre del nero · d8 re del nero · h8 torre del nero · a7 pedone del nero · b7 pedone del nero · d7 pedone del nero · f7 pedone del nero · g7 alfiere del nero · h7 pedone del nero · c6 cavallo del nero · g6 pedone del nero · c3 cavallo del bianco · d3 torre del bianco · f3 cavallo del bianco · a2 pedone del bianco · b2 pedone del bianco · c2 pedone del bianco · f2 pedone del bianco · g2 pedone del bianco · h2 pedone del bianco · d1 torre del bianco · g1 re del bianco | a8 torre del nero · d8 re del nero · h8 torre del nero · a7 pedone del nero · b7 pedone del nero · d7 pedone del nero · f7 pedone del nero · g7 alfiere del nero · h7 pedone del nero · c6 cavallo del nero · g6 pedone del nero · c3 cavallo del bianco · d3 torre del bianco · f3 cavallo del bianco · a2 pedone del bianco · b2 pedone del bianco · c2 pedone del bianco · f2 pedone del bianco · g2 pedone del bianco · h2 pedone del bianco · d1 torre del bianco · g1 re del bianco | a8 torre del nero · d8 re del nero · h8 torre del nero · a7 pedone del nero · b7 pedone del nero · d7 pedone del nero · f7 pedone del nero · g7 alfiere del nero · h7 pedone del nero · c6 cavallo del nero · g6 pedone del nero · c3 cavallo del bianco · d3 torre del bianco · f3 cavallo del bianco · a2 pedone del bianco · b2 pedone del bianco · c2 pedone del bianco · f2 pedone del bianco · g2 pedone del bianco · h2 pedone del bianco · d1 torre del bianco · g1 re del bianco | a8 torre del nero · d8 re del nero · h8 torre del nero · a7 pedone del nero · b7 pedone del nero · d7 pedone del nero · f7 pedone del nero · g7 alfiere del nero · h7 pedone del nero · c6 cavallo del nero · g6 pedone del nero · c3 cavallo del bianco · d3 torre del bianco · f3 cavallo del bianco · a2 pedone del bianco · b2 pedone del bianco · c2 pedone del bianco · f2 pedone del bianco · g2 pedone del bianco · h2 pedone del bianco · d1 torre del bianco · g1 re del bianco | a8 torre del nero · d8 re del nero · h8 torre del nero · a7 pedone del nero · b7 pedone del nero · d7 pedone del nero · f7 pedone del nero · g7 alfiere del nero · h7 pedone del nero · c6 cavallo del nero · g6 pedone del nero · c3 cavallo del bianco · d3 torre del bianco · f3 cavallo del bianco · a2 pedone del bianco · b2 pedone del bianco · c2 pedone del bianco · f2 pedone del bianco · g2 pedone del bianco · h2 pedone del bianco · d1 torre del bianco · g1 re del bianco | a8 torre del nero · d8 re del nero · h8 torre del nero · a7 pedone del nero · b7 pedone del nero · d7 pedone del nero · f7 pedone del nero · g7 alfiere del nero · h7 pedone del nero · c6 cavallo del nero · g6 pedone del nero · c3 cavallo del bianco · d3 torre del bianco · f3 cavallo del bianco · a2 pedone del bianco · b2 pedone del bianco · c2 pedone del bianco · f2 pedone del bianco · g2 pedone del bianco · h2 pedone del bianco · d1 torre del bianco · g1 re del bianco | 7 |
| 6 | a8 torre del nero · d8 re del nero · h8 torre del nero · a7 pedone del nero · b7 pedone del nero · d7 pedone del nero · f7 pedone del nero · g7 alfiere del nero · h7 pedone del nero · c6 cavallo del nero · g6 pedone del nero · c3 cavallo del bianco · d3 torre del bianco · f3 cavallo del bianco · a2 pedone del bianco · b2 pedone del bianco · c2 pedone del bianco · f2 pedone del bianco · g2 pedone del bianco · h2 pedone del bianco · d1 torre del bianco · g1 re del bianco | a8 torre del nero · d8 re del nero · h8 torre del nero · a7 pedone del nero · b7 pedone del nero · d7 pedone del nero · f7 pedone del nero · g7 alfiere del nero · h7 pedone del nero · c6 cavallo del nero · g6 pedone del nero · c3 cavallo del bianco · d3 torre del bianco · f3 cavallo del bianco · a2 pedone del bianco · b2 pedone del bianco · c2 pedone del bianco · f2 pedone del bianco · g2 pedone del bianco · h2 pedone del bianco · d1 torre del bianco · g1 re del bianco | a8 torre del nero · d8 re del nero · h8 torre del nero · a7 pedone del nero · b7 pedone del nero · d7 pedone del nero · f7 pedone del nero · g7 alfiere del nero · h7 pedone del nero · c6 cavallo del nero · g6 pedone del nero · c3 cavallo del bianco · d3 torre del bianco · f3 cavallo del bianco · a2 pedone del bianco · b2 pedone del bianco · c2 pedone del bianco · f2 pedone del bianco · g2 pedone del bianco · h2 pedone del bianco · d1 torre del bianco · g1 re del bianco | a8 torre del nero · d8 re del nero · h8 torre del nero · a7 pedone del nero · b7 pedone del nero · d7 pedone del nero · f7 pedone del nero · g7 alfiere del nero · h7 pedone del nero · c6 cavallo del nero · g6 pedone del nero · c3 cavallo del bianco · d3 torre del bianco · f3 cavallo del bianco · a2 pedone del bianco · b2 pedone del bianco · c2 pedone del bianco · f2 pedone del bianco · g2 pedone del bianco · h2 pedone del bianco · d1 torre del bianco · g1 re del bianco | a8 torre del nero · d8 re del nero · h8 torre del nero · a7 pedone del nero · b7 pedone del nero · d7 pedone del nero · f7 pedone del nero · g7 alfiere del nero · h7 pedone del nero · c6 cavallo del nero · g6 pedone del nero · c3 cavallo del bianco · d3 torre del bianco · f3 cavallo del bianco · a2 pedone del bianco · b2 pedone del bianco · c2 pedone del bianco · f2 pedone del bianco · g2 pedone del bianco · h2 pedone del bianco · d1 torre del bianco · g1 re del bianco | a8 torre del nero · d8 re del nero · h8 torre del nero · a7 pedone del nero · b7 pedone del nero · d7 pedone del nero · f7 pedone del nero · g7 alfiere del nero · h7 pedone del nero · c6 cavallo del nero · g6 pedone del nero · c3 cavallo del bianco · d3 torre del bianco · f3 cavallo del bianco · a2 pedone del bianco · b2 pedone del bianco · c2 pedone del bianco · f2 pedone del bianco · g2 pedone del bianco · h2 pedone del bianco · d1 torre del bianco · g1 re del bianco | a8 torre del nero · d8 re del nero · h8 torre del nero · a7 pedone del nero · b7 pedone del nero · d7 pedone del nero · f7 pedone del nero · g7 alfiere del nero · h7 pedone del nero · c6 cavallo del nero · g6 pedone del nero · c3 cavallo del bianco · d3 torre del bianco · f3 cavallo del bianco · a2 pedone del bianco · b2 pedone del bianco · c2 pedone del bianco · f2 pedone del bianco · g2 pedone del bianco · h2 pedone del bianco · d1 torre del bianco · g1 re del bianco | a8 torre del nero · d8 re del nero · h8 torre del nero · a7 pedone del nero · b7 pedone del nero · d7 pedone del nero · f7 pedone del nero · g7 alfiere del nero · h7 pedone del nero · c6 cavallo del nero · g6 pedone del nero · c3 cavallo del bianco · d3 torre del bianco · f3 cavallo del bianco · a2 pedone del bianco · b2 pedone del bianco · c2 pedone del bianco · f2 pedone del bianco · g2 pedone del bianco · h2 pedone del bianco · d1 torre del bianco · g1 re del bianco | 6 |
| 5 | a8 torre del nero · d8 re del nero · h8 torre del nero · a7 pedone del nero · b7 pedone del nero · d7 pedone del nero · f7 pedone del nero · g7 alfiere del nero · h7 pedone del nero · c6 cavallo del nero · g6 pedone del nero · c3 cavallo del bianco · d3 torre del bianco · f3 cavallo del bianco · a2 pedone del bianco · b2 pedone del bianco · c2 pedone del bianco · f2 pedone del bianco · g2 pedone del bianco · h2 pedone del bianco · d1 torre del bianco · g1 re del bianco | a8 torre del nero · d8 re del nero · h8 torre del nero · a7 pedone del nero · b7 pedone del nero · d7 pedone del nero · f7 pedone del nero · g7 alfiere del nero · h7 pedone del nero · c6 cavallo del nero · g6 pedone del nero · c3 cavallo del bianco · d3 torre del bianco · f3 cavallo del bianco · a2 pedone del bianco · b2 pedone del bianco · c2 pedone del bianco · f2 pedone del bianco · g2 pedone del bianco · h2 pedone del bianco · d1 torre del bianco · g1 re del bianco | a8 torre del nero · d8 re del nero · h8 torre del nero · a7 pedone del nero · b7 pedone del nero · d7 pedone del nero · f7 pedone del nero · g7 alfiere del nero · h7 pedone del nero · c6 cavallo del nero · g6 pedone del nero · c3 cavallo del bianco · d3 torre del bianco · f3 cavallo del bianco · a2 pedone del bianco · b2 pedone del bianco · c2 pedone del bianco · f2 pedone del bianco · g2 pedone del bianco · h2 pedone del bianco · d1 torre del bianco · g1 re del bianco | a8 torre del nero · d8 re del nero · h8 torre del nero · a7 pedone del nero · b7 pedone del nero · d7 pedone del nero · f7 pedone del nero · g7 alfiere del nero · h7 pedone del nero · c6 cavallo del nero · g6 pedone del nero · c3 cavallo del bianco · d3 torre del bianco · f3 cavallo del bianco · a2 pedone del bianco · b2 pedone del bianco · c2 pedone del bianco · f2 pedone del bianco · g2 pedone del bianco · h2 pedone del bianco · d1 torre del bianco · g1 re del bianco | a8 torre del nero · d8 re del nero · h8 torre del nero · a7 pedone del nero · b7 pedone del nero · d7 pedone del nero · f7 pedone del nero · g7 alfiere del nero · h7 pedone del nero · c6 cavallo del nero · g6 pedone del nero · c3 cavallo del bianco · d3 torre del bianco · f3 cavallo del bianco · a2 pedone del bianco · b2 pedone del bianco · c2 pedone del bianco · f2 pedone del bianco · g2 pedone del bianco · h2 pedone del bianco · d1 torre del bianco · g1 re del bianco | a8 torre del nero · d8 re del nero · h8 torre del nero · a7 pedone del nero · b7 pedone del nero · d7 pedone del nero · f7 pedone del nero · g7 alfiere del nero · h7 pedone del nero · c6 cavallo del nero · g6 pedone del nero · c3 cavallo del bianco · d3 torre del bianco · f3 cavallo del bianco · a2 pedone del bianco · b2 pedone del bianco · c2 pedone del bianco · f2 pedone del bianco · g2 pedone del bianco · h2 pedone del bianco · d1 torre del bianco · g1 re del bianco | a8 torre del nero · d8 re del nero · h8 torre del nero · a7 pedone del nero · b7 pedone del nero · d7 pedone del nero · f7 pedone del nero · g7 alfiere del nero · h7 pedone del nero · c6 cavallo del nero · g6 pedone del nero · c3 cavallo del bianco · d3 torre del bianco · f3 cavallo del bianco · a2 pedone del bianco · b2 pedone del bianco · c2 pedone del bianco · f2 pedone del bianco · g2 pedone del bianco · h2 pedone del bianco · d1 torre del bianco · g1 re del bianco | a8 torre del nero · d8 re del nero · h8 torre del nero · a7 pedone del nero · b7 pedone del nero · d7 pedone del nero · f7 pedone del nero · g7 alfiere del nero · h7 pedone del nero · c6 cavallo del nero · g6 pedone del nero · c3 cavallo del bianco · d3 torre del bianco · f3 cavallo del bianco · a2 pedone del bianco · b2 pedone del bianco · c2 pedone del bianco · f2 pedone del bianco · g2 pedone del bianco · h2 pedone del bianco · d1 torre del bianco · g1 re del bianco | 5 |
| 4 | a8 torre del nero · d8 re del nero · h8 torre del nero · a7 pedone del nero · b7 pedone del nero · d7 pedone del nero · f7 pedone del nero · g7 alfiere del nero · h7 pedone del nero · c6 cavallo del nero · g6 pedone del nero · c3 cavallo del bianco · d3 torre del bianco · f3 cavallo del bianco · a2 pedone del bianco · b2 pedone del bianco · c2 pedone del bianco · f2 pedone del bianco · g2 pedone del bianco · h2 pedone del bianco · d1 torre del bianco · g1 re del bianco | a8 torre del nero · d8 re del nero · h8 torre del nero · a7 pedone del nero · b7 pedone del nero · d7 pedone del nero · f7 pedone del nero · g7 alfiere del nero · h7 pedone del nero · c6 cavallo del nero · g6 pedone del nero · c3 cavallo del bianco · d3 torre del bianco · f3 cavallo del bianco · a2 pedone del bianco · b2 pedone del bianco · c2 pedone del bianco · f2 pedone del bianco · g2 pedone del bianco · h2 pedone del bianco · d1 torre del bianco · g1 re del bianco | a8 torre del nero · d8 re del nero · h8 torre del nero · a7 pedone del nero · b7 pedone del nero · d7 pedone del nero · f7 pedone del nero · g7 alfiere del nero · h7 pedone del nero · c6 cavallo del nero · g6 pedone del nero · c3 cavallo del bianco · d3 torre del bianco · f3 cavallo del bianco · a2 pedone del bianco · b2 pedone del bianco · c2 pedone del bianco · f2 pedone del bianco · g2 pedone del bianco · h2 pedone del bianco · d1 torre del bianco · g1 re del bianco | a8 torre del nero · d8 re del nero · h8 torre del nero · a7 pedone del nero · b7 pedone del nero · d7 pedone del nero · f7 pedone del nero · g7 alfiere del nero · h7 pedone del nero · c6 cavallo del nero · g6 pedone del nero · c3 cavallo del bianco · d3 torre del bianco · f3 cavallo del bianco · a2 pedone del bianco · b2 pedone del bianco · c2 pedone del bianco · f2 pedone del bianco · g2 pedone del bianco · h2 pedone del bianco · d1 torre del bianco · g1 re del bianco | a8 torre del nero · d8 re del nero · h8 torre del nero · a7 pedone del nero · b7 pedone del nero · d7 pedone del nero · f7 pedone del nero · g7 alfiere del nero · h7 pedone del nero · c6 cavallo del nero · g6 pedone del nero · c3 cavallo del bianco · d3 torre del bianco · f3 cavallo del bianco · a2 pedone del bianco · b2 pedone del bianco · c2 pedone del bianco · f2 pedone del bianco · g2 pedone del bianco · h2 pedone del bianco · d1 torre del bianco · g1 re del bianco | a8 torre del nero · d8 re del nero · h8 torre del nero · a7 pedone del nero · b7 pedone del nero · d7 pedone del nero · f7 pedone del nero · g7 alfiere del nero · h7 pedone del nero · c6 cavallo del nero · g6 pedone del nero · c3 cavallo del bianco · d3 torre del bianco · f3 cavallo del bianco · a2 pedone del bianco · b2 pedone del bianco · c2 pedone del bianco · f2 pedone del bianco · g2 pedone del bianco · h2 pedone del bianco · d1 torre del bianco · g1 re del bianco | a8 torre del nero · d8 re del nero · h8 torre del nero · a7 pedone del nero · b7 pedone del nero · d7 pedone del nero · f7 pedone del nero · g7 alfiere del nero · h7 pedone del nero · c6 cavallo del nero · g6 pedone del nero · c3 cavallo del bianco · d3 torre del bianco · f3 cavallo del bianco · a2 pedone del bianco · b2 pedone del bianco · c2 pedone del bianco · f2 pedone del bianco · g2 pedone del bianco · h2 pedone del bianco · d1 torre del bianco · g1 re del bianco | a8 torre del nero · d8 re del nero · h8 torre del nero · a7 pedone del nero · b7 pedone del nero · d7 pedone del nero · f7 pedone del nero · g7 alfiere del nero · h7 pedone del nero · c6 cavallo del nero · g6 pedone del nero · c3 cavallo del bianco · d3 torre del bianco · f3 cavallo del bianco · a2 pedone del bianco · b2 pedone del bianco · c2 pedone del bianco · f2 pedone del bianco · g2 pedone del bianco · h2 pedone del bianco · d1 torre del bianco · g1 re del bianco | 4 |
| 3 | a8 torre del nero · d8 re del nero · h8 torre del nero · a7 pedone del nero · b7 pedone del nero · d7 pedone del nero · f7 pedone del nero · g7 alfiere del nero · h7 pedone del nero · c6 cavallo del nero · g6 pedone del nero · c3 cavallo del bianco · d3 torre del bianco · f3 cavallo del bianco · a2 pedone del bianco · b2 pedone del bianco · c2 pedone del bianco · f2 pedone del bianco · g2 pedone del bianco · h2 pedone del bianco · d1 torre del bianco · g1 re del bianco | a8 torre del nero · d8 re del nero · h8 torre del nero · a7 pedone del nero · b7 pedone del nero · d7 pedone del nero · f7 pedone del nero · g7 alfiere del nero · h7 pedone del nero · c6 cavallo del nero · g6 pedone del nero · c3 cavallo del bianco · d3 torre del bianco · f3 cavallo del bianco · a2 pedone del bianco · b2 pedone del bianco · c2 pedone del bianco · f2 pedone del bianco · g2 pedone del bianco · h2 pedone del bianco · d1 torre del bianco · g1 re del bianco | a8 torre del nero · d8 re del nero · h8 torre del nero · a7 pedone del nero · b7 pedone del nero · d7 pedone del nero · f7 pedone del nero · g7 alfiere del nero · h7 pedone del nero · c6 cavallo del nero · g6 pedone del nero · c3 cavallo del bianco · d3 torre del bianco · f3 cavallo del bianco · a2 pedone del bianco · b2 pedone del bianco · c2 pedone del bianco · f2 pedone del bianco · g2 pedone del bianco · h2 pedone del bianco · d1 torre del bianco · g1 re del bianco | a8 torre del nero · d8 re del nero · h8 torre del nero · a7 pedone del nero · b7 pedone del nero · d7 pedone del nero · f7 pedone del nero · g7 alfiere del nero · h7 pedone del nero · c6 cavallo del nero · g6 pedone del nero · c3 cavallo del bianco · d3 torre del bianco · f3 cavallo del bianco · a2 pedone del bianco · b2 pedone del bianco · c2 pedone del bianco · f2 pedone del bianco · g2 pedone del bianco · h2 pedone del bianco · d1 torre del bianco · g1 re del bianco | a8 torre del nero · d8 re del nero · h8 torre del nero · a7 pedone del nero · b7 pedone del nero · d7 pedone del nero · f7 pedone del nero · g7 alfiere del nero · h7 pedone del nero · c6 cavallo del nero · g6 pedone del nero · c3 cavallo del bianco · d3 torre del bianco · f3 cavallo del bianco · a2 pedone del bianco · b2 pedone del bianco · c2 pedone del bianco · f2 pedone del bianco · g2 pedone del bianco · h2 pedone del bianco · d1 torre del bianco · g1 re del bianco | a8 torre del nero · d8 re del nero · h8 torre del nero · a7 pedone del nero · b7 pedone del nero · d7 pedone del nero · f7 pedone del nero · g7 alfiere del nero · h7 pedone del nero · c6 cavallo del nero · g6 pedone del nero · c3 cavallo del bianco · d3 torre del bianco · f3 cavallo del bianco · a2 pedone del bianco · b2 pedone del bianco · c2 pedone del bianco · f2 pedone del bianco · g2 pedone del bianco · h2 pedone del bianco · d1 torre del bianco · g1 re del bianco | a8 torre del nero · d8 re del nero · h8 torre del nero · a7 pedone del nero · b7 pedone del nero · d7 pedone del nero · f7 pedone del nero · g7 alfiere del nero · h7 pedone del nero · c6 cavallo del nero · g6 pedone del nero · c3 cavallo del bianco · d3 torre del bianco · f3 cavallo del bianco · a2 pedone del bianco · b2 pedone del bianco · c2 pedone del bianco · f2 pedone del bianco · g2 pedone del bianco · h2 pedone del bianco · d1 torre del bianco · g1 re del bianco | a8 torre del nero · d8 re del nero · h8 torre del nero · a7 pedone del nero · b7 pedone del nero · d7 pedone del nero · f7 pedone del nero · g7 alfiere del nero · h7 pedone del nero · c6 cavallo del nero · g6 pedone del nero · c3 cavallo del bianco · d3 torre del bianco · f3 cavallo del bianco · a2 pedone del bianco · b2 pedone del bianco · c2 pedone del bianco · f2 pedone del bianco · g2 pedone del bianco · h2 pedone del bianco · d1 torre del bianco · g1 re del bianco | 3 |
| 2 | a8 torre del nero · d8 re del nero · h8 torre del nero · a7 pedone del nero · b7 pedone del nero · d7 pedone del nero · f7 pedone del nero · g7 alfiere del nero · h7 pedone del nero · c6 cavallo del nero · g6 pedone del nero · c3 cavallo del bianco · d3 torre del bianco · f3 cavallo del bianco · a2 pedone del bianco · b2 pedone del bianco · c2 pedone del bianco · f2 pedone del bianco · g2 pedone del bianco · h2 pedone del bianco · d1 torre del bianco · g1 re del bianco | a8 torre del nero · d8 re del nero · h8 torre del nero · a7 pedone del nero · b7 pedone del nero · d7 pedone del nero · f7 pedone del nero · g7 alfiere del nero · h7 pedone del nero · c6 cavallo del nero · g6 pedone del nero · c3 cavallo del bianco · d3 torre del bianco · f3 cavallo del bianco · a2 pedone del bianco · b2 pedone del bianco · c2 pedone del bianco · f2 pedone del bianco · g2 pedone del bianco · h2 pedone del bianco · d1 torre del bianco · g1 re del bianco | a8 torre del nero · d8 re del nero · h8 torre del nero · a7 pedone del nero · b7 pedone del nero · d7 pedone del nero · f7 pedone del nero · g7 alfiere del nero · h7 pedone del nero · c6 cavallo del nero · g6 pedone del nero · c3 cavallo del bianco · d3 torre del bianco · f3 cavallo del bianco · a2 pedone del bianco · b2 pedone del bianco · c2 pedone del bianco · f2 pedone del bianco · g2 pedone del bianco · h2 pedone del bianco · d1 torre del bianco · g1 re del bianco | a8 torre del nero · d8 re del nero · h8 torre del nero · a7 pedone del nero · b7 pedone del nero · d7 pedone del nero · f7 pedone del nero · g7 alfiere del nero · h7 pedone del nero · c6 cavallo del nero · g6 pedone del nero · c3 cavallo del bianco · d3 torre del bianco · f3 cavallo del bianco · a2 pedone del bianco · b2 pedone del bianco · c2 pedone del bianco · f2 pedone del bianco · g2 pedone del bianco · h2 pedone del bianco · d1 torre del bianco · g1 re del bianco | a8 torre del nero · d8 re del nero · h8 torre del nero · a7 pedone del nero · b7 pedone del nero · d7 pedone del nero · f7 pedone del nero · g7 alfiere del nero · h7 pedone del nero · c6 cavallo del nero · g6 pedone del nero · c3 cavallo del bianco · d3 torre del bianco · f3 cavallo del bianco · a2 pedone del bianco · b2 pedone del bianco · c2 pedone del bianco · f2 pedone del bianco · g2 pedone del bianco · h2 pedone del bianco · d1 torre del bianco · g1 re del bianco | a8 torre del nero · d8 re del nero · h8 torre del nero · a7 pedone del nero · b7 pedone del nero · d7 pedone del nero · f7 pedone del nero · g7 alfiere del nero · h7 pedone del nero · c6 cavallo del nero · g6 pedone del nero · c3 cavallo del bianco · d3 torre del bianco · f3 cavallo del bianco · a2 pedone del bianco · b2 pedone del bianco · c2 pedone del bianco · f2 pedone del bianco · g2 pedone del bianco · h2 pedone del bianco · d1 torre del bianco · g1 re del bianco | a8 torre del nero · d8 re del nero · h8 torre del nero · a7 pedone del nero · b7 pedone del nero · d7 pedone del nero · f7 pedone del nero · g7 alfiere del nero · h7 pedone del nero · c6 cavallo del nero · g6 pedone del nero · c3 cavallo del bianco · d3 torre del bianco · f3 cavallo del bianco · a2 pedone del bianco · b2 pedone del bianco · c2 pedone del bianco · f2 pedone del bianco · g2 pedone del bianco · h2 pedone del bianco · d1 torre del bianco · g1 re del bianco | a8 torre del nero · d8 re del nero · h8 torre del nero · a7 pedone del nero · b7 pedone del nero · d7 pedone del nero · f7 pedone del nero · g7 alfiere del nero · h7 pedone del nero · c6 cavallo del nero · g6 pedone del nero · c3 cavallo del bianco · d3 torre del bianco · f3 cavallo del bianco · a2 pedone del bianco · b2 pedone del bianco · c2 pedone del bianco · f2 pedone del bianco · g2 pedone del bianco · h2 pedone del bianco · d1 torre del bianco · g1 re del bianco | 2 |
| 1 | a8 torre del nero · d8 re del nero · h8 torre del nero · a7 pedone del nero · b7 pedone del nero · d7 pedone del nero · f7 pedone del nero · g7 alfiere del nero · h7 pedone del nero · c6 cavallo del nero · g6 pedone del nero · c3 cavallo del bianco · d3 torre del bianco · f3 cavallo del bianco · a2 pedone del bianco · b2 pedone del bianco · c2 pedone del bianco · f2 pedone del bianco · g2 pedone del bianco · h2 pedone del bianco · d1 torre del bianco · g1 re del bianco | a8 torre del nero · d8 re del nero · h8 torre del nero · a7 pedone del nero · b7 pedone del nero · d7 pedone del nero · f7 pedone del nero · g7 alfiere del nero · h7 pedone del nero · c6 cavallo del nero · g6 pedone del nero · c3 cavallo del bianco · d3 torre del bianco · f3 cavallo del bianco · a2 pedone del bianco · b2 pedone del bianco · c2 pedone del bianco · f2 pedone del bianco · g2 pedone del bianco · h2 pedone del bianco · d1 torre del bianco · g1 re del bianco | a8 torre del nero · d8 re del nero · h8 torre del nero · a7 pedone del nero · b7 pedone del nero · d7 pedone del nero · f7 pedone del nero · g7 alfiere del nero · h7 pedone del nero · c6 cavallo del nero · g6 pedone del nero · c3 cavallo del bianco · d3 torre del bianco · f3 cavallo del bianco · a2 pedone del bianco · b2 pedone del bianco · c2 pedone del bianco · f2 pedone del bianco · g2 pedone del bianco · h2 pedone del bianco · d1 torre del bianco · g1 re del bianco | a8 torre del nero · d8 re del nero · h8 torre del nero · a7 pedone del nero · b7 pedone del nero · d7 pedone del nero · f7 pedone del nero · g7 alfiere del nero · h7 pedone del nero · c6 cavallo del nero · g6 pedone del nero · c3 cavallo del bianco · d3 torre del bianco · f3 cavallo del bianco · a2 pedone del bianco · b2 pedone del bianco · c2 pedone del bianco · f2 pedone del bianco · g2 pedone del bianco · h2 pedone del bianco · d1 torre del bianco · g1 re del bianco | a8 torre del nero · d8 re del nero · h8 torre del nero · a7 pedone del nero · b7 pedone del nero · d7 pedone del nero · f7 pedone del nero · g7 alfiere del nero · h7 pedone del nero · c6 cavallo del nero · g6 pedone del nero · c3 cavallo del bianco · d3 torre del bianco · f3 cavallo del bianco · a2 pedone del bianco · b2 pedone del bianco · c2 pedone del bianco · f2 pedone del bianco · g2 pedone del bianco · h2 pedone del bianco · d1 torre del bianco · g1 re del bianco | a8 torre del nero · d8 re del nero · h8 torre del nero · a7 pedone del nero · b7 pedone del nero · d7 pedone del nero · f7 pedone del nero · g7 alfiere del nero · h7 pedone del nero · c6 cavallo del nero · g6 pedone del nero · c3 cavallo del bianco · d3 torre del bianco · f3 cavallo del bianco · a2 pedone del bianco · b2 pedone del bianco · c2 pedone del bianco · f2 pedone del bianco · g2 pedone del bianco · h2 pedone del bianco · d1 torre del bianco · g1 re del bianco | a8 torre del nero · d8 re del nero · h8 torre del nero · a7 pedone del nero · b7 pedone del nero · d7 pedone del nero · f7 pedone del nero · g7 alfiere del nero · h7 pedone del nero · c6 cavallo del nero · g6 pedone del nero · c3 cavallo del bianco · d3 torre del bianco · f3 cavallo del bianco · a2 pedone del bianco · b2 pedone del bianco · c2 pedone del bianco · f2 pedone del bianco · g2 pedone del bianco · h2 pedone del bianco · d1 torre del bianco · g1 re del bianco | a8 torre del nero · d8 re del nero · h8 torre del nero · a7 pedone del nero · b7 pedone del nero · d7 pedone del nero · f7 pedone del nero · g7 alfiere del nero · h7 pedone del nero · c6 cavallo del nero · g6 pedone del nero · c3 cavallo del bianco · d3 torre del bianco · f3 cavallo del bianco · a2 pedone del bianco · b2 pedone del bianco · c2 pedone del bianco · f2 pedone del bianco · g2 pedone del bianco · h2 pedone del bianco · d1 torre del bianco · g1 re del bianco | 1 |
|   | a | b | c | d | e | f | g | h |   |

Negli scacchi si chiama batteria la formazione costituita da due o più pezzi collocati sulla stessa traversa, colonna o diagonale. È una tattica che prevede una serie di catture per rimuovere la difesa del re avversario, o semplicemente per guadagnare materiale.
La batteria è stata definita come "la disposizione di due pezzi in linea con il re avversario su una traversa, colonna o diagonale, cosicché muovendo il pezzo di mezzo si effettua uno scacco di scoperta."
In tempi più recenti, sul blog Chessgames.com e nelle annotazioni delle partite su altri siti di scacchi, il termine è usato anche nei casi in cui il pezzo di mezzo muovendosi svela una minaccia diversa da uno scacco lungo una linea aperta.

## Discussione ed esempi
Una batteria è particolarmente efficace se costituita da torri poiché esse possono essere disposte in modo da occupare la stessa traversa o la stessa colonna. In teoria, anche gli alfieri possono formare una batteria nel caso di una  sottopromozione di un pedone ad alfiere che occupi la stessa diagonale dell'altro alfiere. Nella pratica scacchistica, comunque, si usano spesso le torri e la Donna.
Le batterie spesso costituiscono una parte di una combinazione che prevede la presenza di altri  tatticismi. In alcune aperture scacchistiche, nella manovra è spesso coinvolta la Donna, che prende parte alla batteria, ma le è riservata la cattura finale in una serie di cambi di pezzi.
Per esempio, nella linea principale Siciliana chiusa caratterizzata da  2.Cc3 Cc6 3.g3 g6 4.Ag2 Ag7 5.d3 d6, dove le opzioni principali per il Bianco sono 6.Ae3 seguita da  Dd2 e 0-0-0; e 6.f4 seguita da Cf3 e 0-0, l'intenzione del Bianco è di formare una batteria con le sue torri.
|   | a | b | c | d | e | f | g | h |   |
| 8 | a8 torre del nero · b8 cavallo del nero · d8 donna del nero · e8 re del nero · h8 torre del nero · a7 pedone del nero · b7 pedone del nero · e7 pedone del nero · f7 pedone del nero · g7 alfiere del nero · h7 pedone del nero · d6 pedone del nero · f6 cavallo del nero · g6 pedone del nero · f4 pedone del bianco · c3 cavallo del bianco · d3 pedone del bianco · e3 torre del bianco · f3 cavallo del bianco · g3 pedone del bianco · a2 pedone del bianco · b2 pedone del bianco · c2 pedone del bianco · e2 donna del bianco · g2 alfiere del bianco · h2 pedone del bianco · c1 re del bianco · e1 torre del bianco | a8 torre del nero · b8 cavallo del nero · d8 donna del nero · e8 re del nero · h8 torre del nero · a7 pedone del nero · b7 pedone del nero · e7 pedone del nero · f7 pedone del nero · g7 alfiere del nero · h7 pedone del nero · d6 pedone del nero · f6 cavallo del nero · g6 pedone del nero · f4 pedone del bianco · c3 cavallo del bianco · d3 pedone del bianco · e3 torre del bianco · f3 cavallo del bianco · g3 pedone del bianco · a2 pedone del bianco · b2 pedone del bianco · c2 pedone del bianco · e2 donna del bianco · g2 alfiere del bianco · h2 pedone del bianco · c1 re del bianco · e1 torre del bianco | a8 torre del nero · b8 cavallo del nero · d8 donna del nero · e8 re del nero · h8 torre del nero · a7 pedone del nero · b7 pedone del nero · e7 pedone del nero · f7 pedone del nero · g7 alfiere del nero · h7 pedone del nero · d6 pedone del nero · f6 cavallo del nero · g6 pedone del nero · f4 pedone del bianco · c3 cavallo del bianco · d3 pedone del bianco · e3 torre del bianco · f3 cavallo del bianco · g3 pedone del bianco · a2 pedone del bianco · b2 pedone del bianco · c2 pedone del bianco · e2 donna del bianco · g2 alfiere del bianco · h2 pedone del bianco · c1 re del bianco · e1 torre del bianco | a8 torre del nero · b8 cavallo del nero · d8 donna del nero · e8 re del nero · h8 torre del nero · a7 pedone del nero · b7 pedone del nero · e7 pedone del nero · f7 pedone del nero · g7 alfiere del nero · h7 pedone del nero · d6 pedone del nero · f6 cavallo del nero · g6 pedone del nero · f4 pedone del bianco · c3 cavallo del bianco · d3 pedone del bianco · e3 torre del bianco · f3 cavallo del bianco · g3 pedone del bianco · a2 pedone del bianco · b2 pedone del bianco · c2 pedone del bianco · e2 donna del bianco · g2 alfiere del bianco · h2 pedone del bianco · c1 re del bianco · e1 torre del bianco | a8 torre del nero · b8 cavallo del nero · d8 donna del nero · e8 re del nero · h8 torre del nero · a7 pedone del nero · b7 pedone del nero · e7 pedone del nero · f7 pedone del nero · g7 alfiere del nero · h7 pedone del nero · d6 pedone del nero · f6 cavallo del nero · g6 pedone del nero · f4 pedone del bianco · c3 cavallo del bianco · d3 pedone del bianco · e3 torre del bianco · f3 cavallo del bianco · g3 pedone del bianco · a2 pedone del bianco · b2 pedone del bianco · c2 pedone del bianco · e2 donna del bianco · g2 alfiere del bianco · h2 pedone del bianco · c1 re del bianco · e1 torre del bianco | a8 torre del nero · b8 cavallo del nero · d8 donna del nero · e8 re del nero · h8 torre del nero · a7 pedone del nero · b7 pedone del nero · e7 pedone del nero · f7 pedone del nero · g7 alfiere del nero · h7 pedone del nero · d6 pedone del nero · f6 cavallo del nero · g6 pedone del nero · f4 pedone del bianco · c3 cavallo del bianco · d3 pedone del bianco · e3 torre del bianco · f3 cavallo del bianco · g3 pedone del bianco · a2 pedone del bianco · b2 pedone del bianco · c2 pedone del bianco · e2 donna del bianco · g2 alfiere del bianco · h2 pedone del bianco · c1 re del bianco · e1 torre del bianco | a8 torre del nero · b8 cavallo del nero · d8 donna del nero · e8 re del nero · h8 torre del nero · a7 pedone del nero · b7 pedone del nero · e7 pedone del nero · f7 pedone del nero · g7 alfiere del nero · h7 pedone del nero · d6 pedone del nero · f6 cavallo del nero · g6 pedone del nero · f4 pedone del bianco · c3 cavallo del bianco · d3 pedone del bianco · e3 torre del bianco · f3 cavallo del bianco · g3 pedone del bianco · a2 pedone del bianco · b2 pedone del bianco · c2 pedone del bianco · e2 donna del bianco · g2 alfiere del bianco · h2 pedone del bianco · c1 re del bianco · e1 torre del bianco | a8 torre del nero · b8 cavallo del nero · d8 donna del nero · e8 re del nero · h8 torre del nero · a7 pedone del nero · b7 pedone del nero · e7 pedone del nero · f7 pedone del nero · g7 alfiere del nero · h7 pedone del nero · d6 pedone del nero · f6 cavallo del nero · g6 pedone del nero · f4 pedone del bianco · c3 cavallo del bianco · d3 pedone del bianco · e3 torre del bianco · f3 cavallo del bianco · g3 pedone del bianco · a2 pedone del bianco · b2 pedone del bianco · c2 pedone del bianco · e2 donna del bianco · g2 alfiere del bianco · h2 pedone del bianco · c1 re del bianco · e1 torre del bianco | 8 |
| 7 | a8 torre del nero · b8 cavallo del nero · d8 donna del nero · e8 re del nero · h8 torre del nero · a7 pedone del nero · b7 pedone del nero · e7 pedone del nero · f7 pedone del nero · g7 alfiere del nero · h7 pedone del nero · d6 pedone del nero · f6 cavallo del nero · g6 pedone del nero · f4 pedone del bianco · c3 cavallo del bianco · d3 pedone del bianco · e3 torre del bianco · f3 cavallo del bianco · g3 pedone del bianco · a2 pedone del bianco · b2 pedone del bianco · c2 pedone del bianco · e2 donna del bianco · g2 alfiere del bianco · h2 pedone del bianco · c1 re del bianco · e1 torre del bianco | a8 torre del nero · b8 cavallo del nero · d8 donna del nero · e8 re del nero · h8 torre del nero · a7 pedone del nero · b7 pedone del nero · e7 pedone del nero · f7 pedone del nero · g7 alfiere del nero · h7 pedone del nero · d6 pedone del nero · f6 cavallo del nero · g6 pedone del nero · f4 pedone del bianco · c3 cavallo del bianco · d3 pedone del bianco · e3 torre del bianco · f3 cavallo del bianco · g3 pedone del bianco · a2 pedone del bianco · b2 pedone del bianco · c2 pedone del bianco · e2 donna del bianco · g2 alfiere del bianco · h2 pedone del bianco · c1 re del bianco · e1 torre del bianco | a8 torre del nero · b8 cavallo del nero · d8 donna del nero · e8 re del nero · h8 torre del nero · a7 pedone del nero · b7 pedone del nero · e7 pedone del nero · f7 pedone del nero · g7 alfiere del nero · h7 pedone del nero · d6 pedone del nero · f6 cavallo del nero · g6 pedone del nero · f4 pedone del bianco · c3 cavallo del bianco · d3 pedone del bianco · e3 torre del bianco · f3 cavallo del bianco · g3 pedone del bianco · a2 pedone del bianco · b2 pedone del bianco · c2 pedone del bianco · e2 donna del bianco · g2 alfiere del bianco · h2 pedone del bianco · c1 re del bianco · e1 torre del bianco | a8 torre del nero · b8 cavallo del nero · d8 donna del nero · e8 re del nero · h8 torre del nero · a7 pedone del nero · b7 pedone del nero · e7 pedone del nero · f7 pedone del nero · g7 alfiere del nero · h7 pedone del nero · d6 pedone del nero · f6 cavallo del nero · g6 pedone del nero · f4 pedone del bianco · c3 cavallo del bianco · d3 pedone del bianco · e3 torre del bianco · f3 cavallo del bianco · g3 pedone del bianco · a2 pedone del bianco · b2 pedone del bianco · c2 pedone del bianco · e2 donna del bianco · g2 alfiere del bianco · h2 pedone del bianco · c1 re del bianco · e1 torre del bianco | a8 torre del nero · b8 cavallo del nero · d8 donna del nero · e8 re del nero · h8 torre del nero · a7 pedone del nero · b7 pedone del nero · e7 pedone del nero · f7 pedone del nero · g7 alfiere del nero · h7 pedone del nero · d6 pedone del nero · f6 cavallo del nero · g6 pedone del nero · f4 pedone del bianco · c3 cavallo del bianco · d3 pedone del bianco · e3 torre del bianco · f3 cavallo del bianco · g3 pedone del bianco · a2 pedone del bianco · b2 pedone del bianco · c2 pedone del bianco · e2 donna del bianco · g2 alfiere del bianco · h2 pedone del bianco · c1 re del bianco · e1 torre del bianco | a8 torre del nero · b8 cavallo del nero · d8 donna del nero · e8 re del nero · h8 torre del nero · a7 pedone del nero · b7 pedone del nero · e7 pedone del nero · f7 pedone del nero · g7 alfiere del nero · h7 pedone del nero · d6 pedone del nero · f6 cavallo del nero · g6 pedone del nero · f4 pedone del bianco · c3 cavallo del bianco · d3 pedone del bianco · e3 torre del bianco · f3 cavallo del bianco · g3 pedone del bianco · a2 pedone del bianco · b2 pedone del bianco · c2 pedone del bianco · e2 donna del bianco · g2 alfiere del bianco · h2 pedone del bianco · c1 re del bianco · e1 torre del bianco | a8 torre del nero · b8 cavallo del nero · d8 donna del nero · e8 re del nero · h8 torre del nero · a7 pedone del nero · b7 pedone del nero · e7 pedone del nero · f7 pedone del nero · g7 alfiere del nero · h7 pedone del nero · d6 pedone del nero · f6 cavallo del nero · g6 pedone del nero · f4 pedone del bianco · c3 cavallo del bianco · d3 pedone del bianco · e3 torre del bianco · f3 cavallo del bianco · g3 pedone del bianco · a2 pedone del bianco · b2 pedone del bianco · c2 pedone del bianco · e2 donna del bianco · g2 alfiere del bianco · h2 pedone del bianco · c1 re del bianco · e1 torre del bianco | a8 torre del nero · b8 cavallo del nero · d8 donna del nero · e8 re del nero · h8 torre del nero · a7 pedone del nero · b7 pedone del nero · e7 pedone del nero · f7 pedone del nero · g7 alfiere del nero · h7 pedone del nero · d6 pedone del nero · f6 cavallo del nero · g6 pedone del nero · f4 pedone del bianco · c3 cavallo del bianco · d3 pedone del bianco · e3 torre del bianco · f3 cavallo del bianco · g3 pedone del bianco · a2 pedone del bianco · b2 pedone del bianco · c2 pedone del bianco · e2 donna del bianco · g2 alfiere del bianco · h2 pedone del bianco · c1 re del bianco · e1 torre del bianco | 7 |
| 6 | a8 torre del nero · b8 cavallo del nero · d8 donna del nero · e8 re del nero · h8 torre del nero · a7 pedone del nero · b7 pedone del nero · e7 pedone del nero · f7 pedone del nero · g7 alfiere del nero · h7 pedone del nero · d6 pedone del nero · f6 cavallo del nero · g6 pedone del nero · f4 pedone del bianco · c3 cavallo del bianco · d3 pedone del bianco · e3 torre del bianco · f3 cavallo del bianco · g3 pedone del bianco · a2 pedone del bianco · b2 pedone del bianco · c2 pedone del bianco · e2 donna del bianco · g2 alfiere del bianco · h2 pedone del bianco · c1 re del bianco · e1 torre del bianco | a8 torre del nero · b8 cavallo del nero · d8 donna del nero · e8 re del nero · h8 torre del nero · a7 pedone del nero · b7 pedone del nero · e7 pedone del nero · f7 pedone del nero · g7 alfiere del nero · h7 pedone del nero · d6 pedone del nero · f6 cavallo del nero · g6 pedone del nero · f4 pedone del bianco · c3 cavallo del bianco · d3 pedone del bianco · e3 torre del bianco · f3 cavallo del bianco · g3 pedone del bianco · a2 pedone del bianco · b2 pedone del bianco · c2 pedone del bianco · e2 donna del bianco · g2 alfiere del bianco · h2 pedone del bianco · c1 re del bianco · e1 torre del bianco | a8 torre del nero · b8 cavallo del nero · d8 donna del nero · e8 re del nero · h8 torre del nero · a7 pedone del nero · b7 pedone del nero · e7 pedone del nero · f7 pedone del nero · g7 alfiere del nero · h7 pedone del nero · d6 pedone del nero · f6 cavallo del nero · g6 pedone del nero · f4 pedone del bianco · c3 cavallo del bianco · d3 pedone del bianco · e3 torre del bianco · f3 cavallo del bianco · g3 pedone del bianco · a2 pedone del bianco · b2 pedone del bianco · c2 pedone del bianco · e2 donna del bianco · g2 alfiere del bianco · h2 pedone del bianco · c1 re del bianco · e1 torre del bianco | a8 torre del nero · b8 cavallo del nero · d8 donna del nero · e8 re del nero · h8 torre del nero · a7 pedone del nero · b7 pedone del nero · e7 pedone del nero · f7 pedone del nero · g7 alfiere del nero · h7 pedone del nero · d6 pedone del nero · f6 cavallo del nero · g6 pedone del nero · f4 pedone del bianco · c3 cavallo del bianco · d3 pedone del bianco · e3 torre del bianco · f3 cavallo del bianco · g3 pedone del bianco · a2 pedone del bianco · b2 pedone del bianco · c2 pedone del bianco · e2 donna del bianco · g2 alfiere del bianco · h2 pedone del bianco · c1 re del bianco · e1 torre del bianco | a8 torre del nero · b8 cavallo del nero · d8 donna del nero · e8 re del nero · h8 torre del nero · a7 pedone del nero · b7 pedone del nero · e7 pedone del nero · f7 pedone del nero · g7 alfiere del nero · h7 pedone del nero · d6 pedone del nero · f6 cavallo del nero · g6 pedone del nero · f4 pedone del bianco · c3 cavallo del bianco · d3 pedone del bianco · e3 torre del bianco · f3 cavallo del bianco · g3 pedone del bianco · a2 pedone del bianco · b2 pedone del bianco · c2 pedone del bianco · e2 donna del bianco · g2 alfiere del bianco · h2 pedone del bianco · c1 re del bianco · e1 torre del bianco | a8 torre del nero · b8 cavallo del nero · d8 donna del nero · e8 re del nero · h8 torre del nero · a7 pedone del nero · b7 pedone del nero · e7 pedone del nero · f7 pedone del nero · g7 alfiere del nero · h7 pedone del nero · d6 pedone del nero · f6 cavallo del nero · g6 pedone del nero · f4 pedone del bianco · c3 cavallo del bianco · d3 pedone del bianco · e3 torre del bianco · f3 cavallo del bianco · g3 pedone del bianco · a2 pedone del bianco · b2 pedone del bianco · c2 pedone del bianco · e2 donna del bianco · g2 alfiere del bianco · h2 pedone del bianco · c1 re del bianco · e1 torre del bianco | a8 torre del nero · b8 cavallo del nero · d8 donna del nero · e8 re del nero · h8 torre del nero · a7 pedone del nero · b7 pedone del nero · e7 pedone del nero · f7 pedone del nero · g7 alfiere del nero · h7 pedone del nero · d6 pedone del nero · f6 cavallo del nero · g6 pedone del nero · f4 pedone del bianco · c3 cavallo del bianco · d3 pedone del bianco · e3 torre del bianco · f3 cavallo del bianco · g3 pedone del bianco · a2 pedone del bianco · b2 pedone del bianco · c2 pedone del bianco · e2 donna del bianco · g2 alfiere del bianco · h2 pedone del bianco · c1 re del bianco · e1 torre del bianco | a8 torre del nero · b8 cavallo del nero · d8 donna del nero · e8 re del nero · h8 torre del nero · a7 pedone del nero · b7 pedone del nero · e7 pedone del nero · f7 pedone del nero · g7 alfiere del nero · h7 pedone del nero · d6 pedone del nero · f6 cavallo del nero · g6 pedone del nero · f4 pedone del bianco · c3 cavallo del bianco · d3 pedone del bianco · e3 torre del bianco · f3 cavallo del bianco · g3 pedone del bianco · a2 pedone del bianco · b2 pedone del bianco · c2 pedone del bianco · e2 donna del bianco · g2 alfiere del bianco · h2 pedone del bianco · c1 re del bianco · e1 torre del bianco | 6 |
| 5 | a8 torre del nero · b8 cavallo del nero · d8 donna del nero · e8 re del nero · h8 torre del nero · a7 pedone del nero · b7 pedone del nero · e7 pedone del nero · f7 pedone del nero · g7 alfiere del nero · h7 pedone del nero · d6 pedone del nero · f6 cavallo del nero · g6 pedone del nero · f4 pedone del bianco · c3 cavallo del bianco · d3 pedone del bianco · e3 torre del bianco · f3 cavallo del bianco · g3 pedone del bianco · a2 pedone del bianco · b2 pedone del bianco · c2 pedone del bianco · e2 donna del bianco · g2 alfiere del bianco · h2 pedone del bianco · c1 re del bianco · e1 torre del bianco | a8 torre del nero · b8 cavallo del nero · d8 donna del nero · e8 re del nero · h8 torre del nero · a7 pedone del nero · b7 pedone del nero · e7 pedone del nero · f7 pedone del nero · g7 alfiere del nero · h7 pedone del nero · d6 pedone del nero · f6 cavallo del nero · g6 pedone del nero · f4 pedone del bianco · c3 cavallo del bianco · d3 pedone del bianco · e3 torre del bianco · f3 cavallo del bianco · g3 pedone del bianco · a2 pedone del bianco · b2 pedone del bianco · c2 pedone del bianco · e2 donna del bianco · g2 alfiere del bianco · h2 pedone del bianco · c1 re del bianco · e1 torre del bianco | a8 torre del nero · b8 cavallo del nero · d8 donna del nero · e8 re del nero · h8 torre del nero · a7 pedone del nero · b7 pedone del nero · e7 pedone del nero · f7 pedone del nero · g7 alfiere del nero · h7 pedone del nero · d6 pedone del nero · f6 cavallo del nero · g6 pedone del nero · f4 pedone del bianco · c3 cavallo del bianco · d3 pedone del bianco · e3 torre del bianco · f3 cavallo del bianco · g3 pedone del bianco · a2 pedone del bianco · b2 pedone del bianco · c2 pedone del bianco · e2 donna del bianco · g2 alfiere del bianco · h2 pedone del bianco · c1 re del bianco · e1 torre del bianco | a8 torre del nero · b8 cavallo del nero · d8 donna del nero · e8 re del nero · h8 torre del nero · a7 pedone del nero · b7 pedone del nero · e7 pedone del nero · f7 pedone del nero · g7 alfiere del nero · h7 pedone del nero · d6 pedone del nero · f6 cavallo del nero · g6 pedone del nero · f4 pedone del bianco · c3 cavallo del bianco · d3 pedone del bianco · e3 torre del bianco · f3 cavallo del bianco · g3 pedone del bianco · a2 pedone del bianco · b2 pedone del bianco · c2 pedone del bianco · e2 donna del bianco · g2 alfiere del bianco · h2 pedone del bianco · c1 re del bianco · e1 torre del bianco | a8 torre del nero · b8 cavallo del nero · d8 donna del nero · e8 re del nero · h8 torre del nero · a7 pedone del nero · b7 pedone del nero · e7 pedone del nero · f7 pedone del nero · g7 alfiere del nero · h7 pedone del nero · d6 pedone del nero · f6 cavallo del nero · g6 pedone del nero · f4 pedone del bianco · c3 cavallo del bianco · d3 pedone del bianco · e3 torre del bianco · f3 cavallo del bianco · g3 pedone del bianco · a2 pedone del bianco · b2 pedone del bianco · c2 pedone del bianco · e2 donna del bianco · g2 alfiere del bianco · h2 pedone del bianco · c1 re del bianco · e1 torre del bianco | a8 torre del nero · b8 cavallo del nero · d8 donna del nero · e8 re del nero · h8 torre del nero · a7 pedone del nero · b7 pedone del nero · e7 pedone del nero · f7 pedone del nero · g7 alfiere del nero · h7 pedone del nero · d6 pedone del nero · f6 cavallo del nero · g6 pedone del nero · f4 pedone del bianco · c3 cavallo del bianco · d3 pedone del bianco · e3 torre del bianco · f3 cavallo del bianco · g3 pedone del bianco · a2 pedone del bianco · b2 pedone del bianco · c2 pedone del bianco · e2 donna del bianco · g2 alfiere del bianco · h2 pedone del bianco · c1 re del bianco · e1 torre del bianco | a8 torre del nero · b8 cavallo del nero · d8 donna del nero · e8 re del nero · h8 torre del nero · a7 pedone del nero · b7 pedone del nero · e7 pedone del nero · f7 pedone del nero · g7 alfiere del nero · h7 pedone del nero · d6 pedone del nero · f6 cavallo del nero · g6 pedone del nero · f4 pedone del bianco · c3 cavallo del bianco · d3 pedone del bianco · e3 torre del bianco · f3 cavallo del bianco · g3 pedone del bianco · a2 pedone del bianco · b2 pedone del bianco · c2 pedone del bianco · e2 donna del bianco · g2 alfiere del bianco · h2 pedone del bianco · c1 re del bianco · e1 torre del bianco | a8 torre del nero · b8 cavallo del nero · d8 donna del nero · e8 re del nero · h8 torre del nero · a7 pedone del nero · b7 pedone del nero · e7 pedone del nero · f7 pedone del nero · g7 alfiere del nero · h7 pedone del nero · d6 pedone del nero · f6 cavallo del nero · g6 pedone del nero · f4 pedone del bianco · c3 cavallo del bianco · d3 pedone del bianco · e3 torre del bianco · f3 cavallo del bianco · g3 pedone del bianco · a2 pedone del bianco · b2 pedone del bianco · c2 pedone del bianco · e2 donna del bianco · g2 alfiere del bianco · h2 pedone del bianco · c1 re del bianco · e1 torre del bianco | 5 |
| 4 | a8 torre del nero · b8 cavallo del nero · d8 donna del nero · e8 re del nero · h8 torre del nero · a7 pedone del nero · b7 pedone del nero · e7 pedone del nero · f7 pedone del nero · g7 alfiere del nero · h7 pedone del nero · d6 pedone del nero · f6 cavallo del nero · g6 pedone del nero · f4 pedone del bianco · c3 cavallo del bianco · d3 pedone del bianco · e3 torre del bianco · f3 cavallo del bianco · g3 pedone del bianco · a2 pedone del bianco · b2 pedone del bianco · c2 pedone del bianco · e2 donna del bianco · g2 alfiere del bianco · h2 pedone del bianco · c1 re del bianco · e1 torre del bianco | a8 torre del nero · b8 cavallo del nero · d8 donna del nero · e8 re del nero · h8 torre del nero · a7 pedone del nero · b7 pedone del nero · e7 pedone del nero · f7 pedone del nero · g7 alfiere del nero · h7 pedone del nero · d6 pedone del nero · f6 cavallo del nero · g6 pedone del nero · f4 pedone del bianco · c3 cavallo del bianco · d3 pedone del bianco · e3 torre del bianco · f3 cavallo del bianco · g3 pedone del bianco · a2 pedone del bianco · b2 pedone del bianco · c2 pedone del bianco · e2 donna del bianco · g2 alfiere del bianco · h2 pedone del bianco · c1 re del bianco · e1 torre del bianco | a8 torre del nero · b8 cavallo del nero · d8 donna del nero · e8 re del nero · h8 torre del nero · a7 pedone del nero · b7 pedone del nero · e7 pedone del nero · f7 pedone del nero · g7 alfiere del nero · h7 pedone del nero · d6 pedone del nero · f6 cavallo del nero · g6 pedone del nero · f4 pedone del bianco · c3 cavallo del bianco · d3 pedone del bianco · e3 torre del bianco · f3 cavallo del bianco · g3 pedone del bianco · a2 pedone del bianco · b2 pedone del bianco · c2 pedone del bianco · e2 donna del bianco · g2 alfiere del bianco · h2 pedone del bianco · c1 re del bianco · e1 torre del bianco | a8 torre del nero · b8 cavallo del nero · d8 donna del nero · e8 re del nero · h8 torre del nero · a7 pedone del nero · b7 pedone del nero · e7 pedone del nero · f7 pedone del nero · g7 alfiere del nero · h7 pedone del nero · d6 pedone del nero · f6 cavallo del nero · g6 pedone del nero · f4 pedone del bianco · c3 cavallo del bianco · d3 pedone del bianco · e3 torre del bianco · f3 cavallo del bianco · g3 pedone del bianco · a2 pedone del bianco · b2 pedone del bianco · c2 pedone del bianco · e2 donna del bianco · g2 alfiere del bianco · h2 pedone del bianco · c1 re del bianco · e1 torre del bianco | a8 torre del nero · b8 cavallo del nero · d8 donna del nero · e8 re del nero · h8 torre del nero · a7 pedone del nero · b7 pedone del nero · e7 pedone del nero · f7 pedone del nero · g7 alfiere del nero · h7 pedone del nero · d6 pedone del nero · f6 cavallo del nero · g6 pedone del nero · f4 pedone del bianco · c3 cavallo del bianco · d3 pedone del bianco · e3 torre del bianco · f3 cavallo del bianco · g3 pedone del bianco · a2 pedone del bianco · b2 pedone del bianco · c2 pedone del bianco · e2 donna del bianco · g2 alfiere del bianco · h2 pedone del bianco · c1 re del bianco · e1 torre del bianco | a8 torre del nero · b8 cavallo del nero · d8 donna del nero · e8 re del nero · h8 torre del nero · a7 pedone del nero · b7 pedone del nero · e7 pedone del nero · f7 pedone del nero · g7 alfiere del nero · h7 pedone del nero · d6 pedone del nero · f6 cavallo del nero · g6 pedone del nero · f4 pedone del bianco · c3 cavallo del bianco · d3 pedone del bianco · e3 torre del bianco · f3 cavallo del bianco · g3 pedone del bianco · a2 pedone del bianco · b2 pedone del bianco · c2 pedone del bianco · e2 donna del bianco · g2 alfiere del bianco · h2 pedone del bianco · c1 re del bianco · e1 torre del bianco | a8 torre del nero · b8 cavallo del nero · d8 donna del nero · e8 re del nero · h8 torre del nero · a7 pedone del nero · b7 pedone del nero · e7 pedone del nero · f7 pedone del nero · g7 alfiere del nero · h7 pedone del nero · d6 pedone del nero · f6 cavallo del nero · g6 pedone del nero · f4 pedone del bianco · c3 cavallo del bianco · d3 pedone del bianco · e3 torre del bianco · f3 cavallo del bianco · g3 pedone del bianco · a2 pedone del bianco · b2 pedone del bianco · c2 pedone del bianco · e2 donna del bianco · g2 alfiere del bianco · h2 pedone del bianco · c1 re del bianco · e1 torre del bianco | a8 torre del nero · b8 cavallo del nero · d8 donna del nero · e8 re del nero · h8 torre del nero · a7 pedone del nero · b7 pedone del nero · e7 pedone del nero · f7 pedone del nero · g7 alfiere del nero · h7 pedone del nero · d6 pedone del nero · f6 cavallo del nero · g6 pedone del nero · f4 pedone del bianco · c3 cavallo del bianco · d3 pedone del bianco · e3 torre del bianco · f3 cavallo del bianco · g3 pedone del bianco · a2 pedone del bianco · b2 pedone del bianco · c2 pedone del bianco · e2 donna del bianco · g2 alfiere del bianco · h2 pedone del bianco · c1 re del bianco · e1 torre del bianco | 4 |
| 3 | a8 torre del nero · b8 cavallo del nero · d8 donna del nero · e8 re del nero · h8 torre del nero · a7 pedone del nero · b7 pedone del nero · e7 pedone del nero · f7 pedone del nero · g7 alfiere del nero · h7 pedone del nero · d6 pedone del nero · f6 cavallo del nero · g6 pedone del nero · f4 pedone del bianco · c3 cavallo del bianco · d3 pedone del bianco · e3 torre del bianco · f3 cavallo del bianco · g3 pedone del bianco · a2 pedone del bianco · b2 pedone del bianco · c2 pedone del bianco · e2 donna del bianco · g2 alfiere del bianco · h2 pedone del bianco · c1 re del bianco · e1 torre del bianco | a8 torre del nero · b8 cavallo del nero · d8 donna del nero · e8 re del nero · h8 torre del nero · a7 pedone del nero · b7 pedone del nero · e7 pedone del nero · f7 pedone del nero · g7 alfiere del nero · h7 pedone del nero · d6 pedone del nero · f6 cavallo del nero · g6 pedone del nero · f4 pedone del bianco · c3 cavallo del bianco · d3 pedone del bianco · e3 torre del bianco · f3 cavallo del bianco · g3 pedone del bianco · a2 pedone del bianco · b2 pedone del bianco · c2 pedone del bianco · e2 donna del bianco · g2 alfiere del bianco · h2 pedone del bianco · c1 re del bianco · e1 torre del bianco | a8 torre del nero · b8 cavallo del nero · d8 donna del nero · e8 re del nero · h8 torre del nero · a7 pedone del nero · b7 pedone del nero · e7 pedone del nero · f7 pedone del nero · g7 alfiere del nero · h7 pedone del nero · d6 pedone del nero · f6 cavallo del nero · g6 pedone del nero · f4 pedone del bianco · c3 cavallo del bianco · d3 pedone del bianco · e3 torre del bianco · f3 cavallo del bianco · g3 pedone del bianco · a2 pedone del bianco · b2 pedone del bianco · c2 pedone del bianco · e2 donna del bianco · g2 alfiere del bianco · h2 pedone del bianco · c1 re del bianco · e1 torre del bianco | a8 torre del nero · b8 cavallo del nero · d8 donna del nero · e8 re del nero · h8 torre del nero · a7 pedone del nero · b7 pedone del nero · e7 pedone del nero · f7 pedone del nero · g7 alfiere del nero · h7 pedone del nero · d6 pedone del nero · f6 cavallo del nero · g6 pedone del nero · f4 pedone del bianco · c3 cavallo del bianco · d3 pedone del bianco · e3 torre del bianco · f3 cavallo del bianco · g3 pedone del bianco · a2 pedone del bianco · b2 pedone del bianco · c2 pedone del bianco · e2 donna del bianco · g2 alfiere del bianco · h2 pedone del bianco · c1 re del bianco · e1 torre del bianco | a8 torre del nero · b8 cavallo del nero · d8 donna del nero · e8 re del nero · h8 torre del nero · a7 pedone del nero · b7 pedone del nero · e7 pedone del nero · f7 pedone del nero · g7 alfiere del nero · h7 pedone del nero · d6 pedone del nero · f6 cavallo del nero · g6 pedone del nero · f4 pedone del bianco · c3 cavallo del bianco · d3 pedone del bianco · e3 torre del bianco · f3 cavallo del bianco · g3 pedone del bianco · a2 pedone del bianco · b2 pedone del bianco · c2 pedone del bianco · e2 donna del bianco · g2 alfiere del bianco · h2 pedone del bianco · c1 re del bianco · e1 torre del bianco | a8 torre del nero · b8 cavallo del nero · d8 donna del nero · e8 re del nero · h8 torre del nero · a7 pedone del nero · b7 pedone del nero · e7 pedone del nero · f7 pedone del nero · g7 alfiere del nero · h7 pedone del nero · d6 pedone del nero · f6 cavallo del nero · g6 pedone del nero · f4 pedone del bianco · c3 cavallo del bianco · d3 pedone del bianco · e3 torre del bianco · f3 cavallo del bianco · g3 pedone del bianco · a2 pedone del bianco · b2 pedone del bianco · c2 pedone del bianco · e2 donna del bianco · g2 alfiere del bianco · h2 pedone del bianco · c1 re del bianco · e1 torre del bianco | a8 torre del nero · b8 cavallo del nero · d8 donna del nero · e8 re del nero · h8 torre del nero · a7 pedone del nero · b7 pedone del nero · e7 pedone del nero · f7 pedone del nero · g7 alfiere del nero · h7 pedone del nero · d6 pedone del nero · f6 cavallo del nero · g6 pedone del nero · f4 pedone del bianco · c3 cavallo del bianco · d3 pedone del bianco · e3 torre del bianco · f3 cavallo del bianco · g3 pedone del bianco · a2 pedone del bianco · b2 pedone del bianco · c2 pedone del bianco · e2 donna del bianco · g2 alfiere del bianco · h2 pedone del bianco · c1 re del bianco · e1 torre del bianco | a8 torre del nero · b8 cavallo del nero · d8 donna del nero · e8 re del nero · h8 torre del nero · a7 pedone del nero · b7 pedone del nero · e7 pedone del nero · f7 pedone del nero · g7 alfiere del nero · h7 pedone del nero · d6 pedone del nero · f6 cavallo del nero · g6 pedone del nero · f4 pedone del bianco · c3 cavallo del bianco · d3 pedone del bianco · e3 torre del bianco · f3 cavallo del bianco · g3 pedone del bianco · a2 pedone del bianco · b2 pedone del bianco · c2 pedone del bianco · e2 donna del bianco · g2 alfiere del bianco · h2 pedone del bianco · c1 re del bianco · e1 torre del bianco | 3 |
| 2 | a8 torre del nero · b8 cavallo del nero · d8 donna del nero · e8 re del nero · h8 torre del nero · a7 pedone del nero · b7 pedone del nero · e7 pedone del nero · f7 pedone del nero · g7 alfiere del nero · h7 pedone del nero · d6 pedone del nero · f6 cavallo del nero · g6 pedone del nero · f4 pedone del bianco · c3 cavallo del bianco · d3 pedone del bianco · e3 torre del bianco · f3 cavallo del bianco · g3 pedone del bianco · a2 pedone del bianco · b2 pedone del bianco · c2 pedone del bianco · e2 donna del bianco · g2 alfiere del bianco · h2 pedone del bianco · c1 re del bianco · e1 torre del bianco | a8 torre del nero · b8 cavallo del nero · d8 donna del nero · e8 re del nero · h8 torre del nero · a7 pedone del nero · b7 pedone del nero · e7 pedone del nero · f7 pedone del nero · g7 alfiere del nero · h7 pedone del nero · d6 pedone del nero · f6 cavallo del nero · g6 pedone del nero · f4 pedone del bianco · c3 cavallo del bianco · d3 pedone del bianco · e3 torre del bianco · f3 cavallo del bianco · g3 pedone del bianco · a2 pedone del bianco · b2 pedone del bianco · c2 pedone del bianco · e2 donna del bianco · g2 alfiere del bianco · h2 pedone del bianco · c1 re del bianco · e1 torre del bianco | a8 torre del nero · b8 cavallo del nero · d8 donna del nero · e8 re del nero · h8 torre del nero · a7 pedone del nero · b7 pedone del nero · e7 pedone del nero · f7 pedone del nero · g7 alfiere del nero · h7 pedone del nero · d6 pedone del nero · f6 cavallo del nero · g6 pedone del nero · f4 pedone del bianco · c3 cavallo del bianco · d3 pedone del bianco · e3 torre del bianco · f3 cavallo del bianco · g3 pedone del bianco · a2 pedone del bianco · b2 pedone del bianco · c2 pedone del bianco · e2 donna del bianco · g2 alfiere del bianco · h2 pedone del bianco · c1 re del bianco · e1 torre del bianco | a8 torre del nero · b8 cavallo del nero · d8 donna del nero · e8 re del nero · h8 torre del nero · a7 pedone del nero · b7 pedone del nero · e7 pedone del nero · f7 pedone del nero · g7 alfiere del nero · h7 pedone del nero · d6 pedone del nero · f6 cavallo del nero · g6 pedone del nero · f4 pedone del bianco · c3 cavallo del bianco · d3 pedone del bianco · e3 torre del bianco · f3 cavallo del bianco · g3 pedone del bianco · a2 pedone del bianco · b2 pedone del bianco · c2 pedone del bianco · e2 donna del bianco · g2 alfiere del bianco · h2 pedone del bianco · c1 re del bianco · e1 torre del bianco | a8 torre del nero · b8 cavallo del nero · d8 donna del nero · e8 re del nero · h8 torre del nero · a7 pedone del nero · b7 pedone del nero · e7 pedone del nero · f7 pedone del nero · g7 alfiere del nero · h7 pedone del nero · d6 pedone del nero · f6 cavallo del nero · g6 pedone del nero · f4 pedone del bianco · c3 cavallo del bianco · d3 pedone del bianco · e3 torre del bianco · f3 cavallo del bianco · g3 pedone del bianco · a2 pedone del bianco · b2 pedone del bianco · c2 pedone del bianco · e2 donna del bianco · g2 alfiere del bianco · h2 pedone del bianco · c1 re del bianco · e1 torre del bianco | a8 torre del nero · b8 cavallo del nero · d8 donna del nero · e8 re del nero · h8 torre del nero · a7 pedone del nero · b7 pedone del nero · e7 pedone del nero · f7 pedone del nero · g7 alfiere del nero · h7 pedone del nero · d6 pedone del nero · f6 cavallo del nero · g6 pedone del nero · f4 pedone del bianco · c3 cavallo del bianco · d3 pedone del bianco · e3 torre del bianco · f3 cavallo del bianco · g3 pedone del bianco · a2 pedone del bianco · b2 pedone del bianco · c2 pedone del bianco · e2 donna del bianco · g2 alfiere del bianco · h2 pedone del bianco · c1 re del bianco · e1 torre del bianco | a8 torre del nero · b8 cavallo del nero · d8 donna del nero · e8 re del nero · h8 torre del nero · a7 pedone del nero · b7 pedone del nero · e7 pedone del nero · f7 pedone del nero · g7 alfiere del nero · h7 pedone del nero · d6 pedone del nero · f6 cavallo del nero · g6 pedone del nero · f4 pedone del bianco · c3 cavallo del bianco · d3 pedone del bianco · e3 torre del bianco · f3 cavallo del bianco · g3 pedone del bianco · a2 pedone del bianco · b2 pedone del bianco · c2 pedone del bianco · e2 donna del bianco · g2 alfiere del bianco · h2 pedone del bianco · c1 re del bianco · e1 torre del bianco | a8 torre del nero · b8 cavallo del nero · d8 donna del nero · e8 re del nero · h8 torre del nero · a7 pedone del nero · b7 pedone del nero · e7 pedone del nero · f7 pedone del nero · g7 alfiere del nero · h7 pedone del nero · d6 pedone del nero · f6 cavallo del nero · g6 pedone del nero · f4 pedone del bianco · c3 cavallo del bianco · d3 pedone del bianco · e3 torre del bianco · f3 cavallo del bianco · g3 pedone del bianco · a2 pedone del bianco · b2 pedone del bianco · c2 pedone del bianco · e2 donna del bianco · g2 alfiere del bianco · h2 pedone del bianco · c1 re del bianco · e1 torre del bianco | 2 |
| 1 | a8 torre del nero · b8 cavallo del nero · d8 donna del nero · e8 re del nero · h8 torre del nero · a7 pedone del nero · b7 pedone del nero · e7 pedone del nero · f7 pedone del nero · g7 alfiere del nero · h7 pedone del nero · d6 pedone del nero · f6 cavallo del nero · g6 pedone del nero · f4 pedone del bianco · c3 cavallo del bianco · d3 pedone del bianco · e3 torre del bianco · f3 cavallo del bianco · g3 pedone del bianco · a2 pedone del bianco · b2 pedone del bianco · c2 pedone del bianco · e2 donna del bianco · g2 alfiere del bianco · h2 pedone del bianco · c1 re del bianco · e1 torre del bianco | a8 torre del nero · b8 cavallo del nero · d8 donna del nero · e8 re del nero · h8 torre del nero · a7 pedone del nero · b7 pedone del nero · e7 pedone del nero · f7 pedone del nero · g7 alfiere del nero · h7 pedone del nero · d6 pedone del nero · f6 cavallo del nero · g6 pedone del nero · f4 pedone del bianco · c3 cavallo del bianco · d3 pedone del bianco · e3 torre del bianco · f3 cavallo del bianco · g3 pedone del bianco · a2 pedone del bianco · b2 pedone del bianco · c2 pedone del bianco · e2 donna del bianco · g2 alfiere del bianco · h2 pedone del bianco · c1 re del bianco · e1 torre del bianco | a8 torre del nero · b8 cavallo del nero · d8 donna del nero · e8 re del nero · h8 torre del nero · a7 pedone del nero · b7 pedone del nero · e7 pedone del nero · f7 pedone del nero · g7 alfiere del nero · h7 pedone del nero · d6 pedone del nero · f6 cavallo del nero · g6 pedone del nero · f4 pedone del bianco · c3 cavallo del bianco · d3 pedone del bianco · e3 torre del bianco · f3 cavallo del bianco · g3 pedone del bianco · a2 pedone del bianco · b2 pedone del bianco · c2 pedone del bianco · e2 donna del bianco · g2 alfiere del bianco · h2 pedone del bianco · c1 re del bianco · e1 torre del bianco | a8 torre del nero · b8 cavallo del nero · d8 donna del nero · e8 re del nero · h8 torre del nero · a7 pedone del nero · b7 pedone del nero · e7 pedone del nero · f7 pedone del nero · g7 alfiere del nero · h7 pedone del nero · d6 pedone del nero · f6 cavallo del nero · g6 pedone del nero · f4 pedone del bianco · c3 cavallo del bianco · d3 pedone del bianco · e3 torre del bianco · f3 cavallo del bianco · g3 pedone del bianco · a2 pedone del bianco · b2 pedone del bianco · c2 pedone del bianco · e2 donna del bianco · g2 alfiere del bianco · h2 pedone del bianco · c1 re del bianco · e1 torre del bianco | a8 torre del nero · b8 cavallo del nero · d8 donna del nero · e8 re del nero · h8 torre del nero · a7 pedone del nero · b7 pedone del nero · e7 pedone del nero · f7 pedone del nero · g7 alfiere del nero · h7 pedone del nero · d6 pedone del nero · f6 cavallo del nero · g6 pedone del nero · f4 pedone del bianco · c3 cavallo del bianco · d3 pedone del bianco · e3 torre del bianco · f3 cavallo del bianco · g3 pedone del bianco · a2 pedone del bianco · b2 pedone del bianco · c2 pedone del bianco · e2 donna del bianco · g2 alfiere del bianco · h2 pedone del bianco · c1 re del bianco · e1 torre del bianco | a8 torre del nero · b8 cavallo del nero · d8 donna del nero · e8 re del nero · h8 torre del nero · a7 pedone del nero · b7 pedone del nero · e7 pedone del nero · f7 pedone del nero · g7 alfiere del nero · h7 pedone del nero · d6 pedone del nero · f6 cavallo del nero · g6 pedone del nero · f4 pedone del bianco · c3 cavallo del bianco · d3 pedone del bianco · e3 torre del bianco · f3 cavallo del bianco · g3 pedone del bianco · a2 pedone del bianco · b2 pedone del bianco · c2 pedone del bianco · e2 donna del bianco · g2 alfiere del bianco · h2 pedone del bianco · c1 re del bianco · e1 torre del bianco | a8 torre del nero · b8 cavallo del nero · d8 donna del nero · e8 re del nero · h8 torre del nero · a7 pedone del nero · b7 pedone del nero · e7 pedone del nero · f7 pedone del nero · g7 alfiere del nero · h7 pedone del nero · d6 pedone del nero · f6 cavallo del nero · g6 pedone del nero · f4 pedone del bianco · c3 cavallo del bianco · d3 pedone del bianco · e3 torre del bianco · f3 cavallo del bianco · g3 pedone del bianco · a2 pedone del bianco · b2 pedone del bianco · c2 pedone del bianco · e2 donna del bianco · g2 alfiere del bianco · h2 pedone del bianco · c1 re del bianco · e1 torre del bianco | a8 torre del nero · b8 cavallo del nero · d8 donna del nero · e8 re del nero · h8 torre del nero · a7 pedone del nero · b7 pedone del nero · e7 pedone del nero · f7 pedone del nero · g7 alfiere del nero · h7 pedone del nero · d6 pedone del nero · f6 cavallo del nero · g6 pedone del nero · f4 pedone del bianco · c3 cavallo del bianco · d3 pedone del bianco · e3 torre del bianco · f3 cavallo del bianco · g3 pedone del bianco · a2 pedone del bianco · b2 pedone del bianco · c2 pedone del bianco · e2 donna del bianco · g2 alfiere del bianco · h2 pedone del bianco · c1 re del bianco · e1 torre del bianco | 1 |
|   | a | b | c | d | e | f | g | h |   |

|   | a | b | c | d | e | f | g | h |   |
| 8 | a8 re del bianco · a7 pedone del bianco · b7 cavallo del bianco · c7 re del nero · a6 alfiere del bianco · h6 pedone del nero · d5 alfiere del nero · b4 pedone del bianco · h2 pedone del nero | a8 re del bianco · a7 pedone del bianco · b7 cavallo del bianco · c7 re del nero · a6 alfiere del bianco · h6 pedone del nero · d5 alfiere del nero · b4 pedone del bianco · h2 pedone del nero | a8 re del bianco · a7 pedone del bianco · b7 cavallo del bianco · c7 re del nero · a6 alfiere del bianco · h6 pedone del nero · d5 alfiere del nero · b4 pedone del bianco · h2 pedone del nero | a8 re del bianco · a7 pedone del bianco · b7 cavallo del bianco · c7 re del nero · a6 alfiere del bianco · h6 pedone del nero · d5 alfiere del nero · b4 pedone del bianco · h2 pedone del nero | a8 re del bianco · a7 pedone del bianco · b7 cavallo del bianco · c7 re del nero · a6 alfiere del bianco · h6 pedone del nero · d5 alfiere del nero · b4 pedone del bianco · h2 pedone del nero | a8 re del bianco · a7 pedone del bianco · b7 cavallo del bianco · c7 re del nero · a6 alfiere del bianco · h6 pedone del nero · d5 alfiere del nero · b4 pedone del bianco · h2 pedone del nero | a8 re del bianco · a7 pedone del bianco · b7 cavallo del bianco · c7 re del nero · a6 alfiere del bianco · h6 pedone del nero · d5 alfiere del nero · b4 pedone del bianco · h2 pedone del nero | a8 re del bianco · a7 pedone del bianco · b7 cavallo del bianco · c7 re del nero · a6 alfiere del bianco · h6 pedone del nero · d5 alfiere del nero · b4 pedone del bianco · h2 pedone del nero | 8 |
| 7 | a8 re del bianco · a7 pedone del bianco · b7 cavallo del bianco · c7 re del nero · a6 alfiere del bianco · h6 pedone del nero · d5 alfiere del nero · b4 pedone del bianco · h2 pedone del nero | a8 re del bianco · a7 pedone del bianco · b7 cavallo del bianco · c7 re del nero · a6 alfiere del bianco · h6 pedone del nero · d5 alfiere del nero · b4 pedone del bianco · h2 pedone del nero | a8 re del bianco · a7 pedone del bianco · b7 cavallo del bianco · c7 re del nero · a6 alfiere del bianco · h6 pedone del nero · d5 alfiere del nero · b4 pedone del bianco · h2 pedone del nero | a8 re del bianco · a7 pedone del bianco · b7 cavallo del bianco · c7 re del nero · a6 alfiere del bianco · h6 pedone del nero · d5 alfiere del nero · b4 pedone del bianco · h2 pedone del nero | a8 re del bianco · a7 pedone del bianco · b7 cavallo del bianco · c7 re del nero · a6 alfiere del bianco · h6 pedone del nero · d5 alfiere del nero · b4 pedone del bianco · h2 pedone del nero | a8 re del bianco · a7 pedone del bianco · b7 cavallo del bianco · c7 re del nero · a6 alfiere del bianco · h6 pedone del nero · d5 alfiere del nero · b4 pedone del bianco · h2 pedone del nero | a8 re del bianco · a7 pedone del bianco · b7 cavallo del bianco · c7 re del nero · a6 alfiere del bianco · h6 pedone del nero · d5 alfiere del nero · b4 pedone del bianco · h2 pedone del nero | a8 re del bianco · a7 pedone del bianco · b7 cavallo del bianco · c7 re del nero · a6 alfiere del bianco · h6 pedone del nero · d5 alfiere del nero · b4 pedone del bianco · h2 pedone del nero | 7 |
| 6 | a8 re del bianco · a7 pedone del bianco · b7 cavallo del bianco · c7 re del nero · a6 alfiere del bianco · h6 pedone del nero · d5 alfiere del nero · b4 pedone del bianco · h2 pedone del nero | a8 re del bianco · a7 pedone del bianco · b7 cavallo del bianco · c7 re del nero · a6 alfiere del bianco · h6 pedone del nero · d5 alfiere del nero · b4 pedone del bianco · h2 pedone del nero | a8 re del bianco · a7 pedone del bianco · b7 cavallo del bianco · c7 re del nero · a6 alfiere del bianco · h6 pedone del nero · d5 alfiere del nero · b4 pedone del bianco · h2 pedone del nero | a8 re del bianco · a7 pedone del bianco · b7 cavallo del bianco · c7 re del nero · a6 alfiere del bianco · h6 pedone del nero · d5 alfiere del nero · b4 pedone del bianco · h2 pedone del nero | a8 re del bianco · a7 pedone del bianco · b7 cavallo del bianco · c7 re del nero · a6 alfiere del bianco · h6 pedone del nero · d5 alfiere del nero · b4 pedone del bianco · h2 pedone del nero | a8 re del bianco · a7 pedone del bianco · b7 cavallo del bianco · c7 re del nero · a6 alfiere del bianco · h6 pedone del nero · d5 alfiere del nero · b4 pedone del bianco · h2 pedone del nero | a8 re del bianco · a7 pedone del bianco · b7 cavallo del bianco · c7 re del nero · a6 alfiere del bianco · h6 pedone del nero · d5 alfiere del nero · b4 pedone del bianco · h2 pedone del nero | a8 re del bianco · a7 pedone del bianco · b7 cavallo del bianco · c7 re del nero · a6 alfiere del bianco · h6 pedone del nero · d5 alfiere del nero · b4 pedone del bianco · h2 pedone del nero | 6 |
| 5 | a8 re del bianco · a7 pedone del bianco · b7 cavallo del bianco · c7 re del nero · a6 alfiere del bianco · h6 pedone del nero · d5 alfiere del nero · b4 pedone del bianco · h2 pedone del nero | a8 re del bianco · a7 pedone del bianco · b7 cavallo del bianco · c7 re del nero · a6 alfiere del bianco · h6 pedone del nero · d5 alfiere del nero · b4 pedone del bianco · h2 pedone del nero | a8 re del bianco · a7 pedone del bianco · b7 cavallo del bianco · c7 re del nero · a6 alfiere del bianco · h6 pedone del nero · d5 alfiere del nero · b4 pedone del bianco · h2 pedone del nero | a8 re del bianco · a7 pedone del bianco · b7 cavallo del bianco · c7 re del nero · a6 alfiere del bianco · h6 pedone del nero · d5 alfiere del nero · b4 pedone del bianco · h2 pedone del nero | a8 re del bianco · a7 pedone del bianco · b7 cavallo del bianco · c7 re del nero · a6 alfiere del bianco · h6 pedone del nero · d5 alfiere del nero · b4 pedone del bianco · h2 pedone del nero | a8 re del bianco · a7 pedone del bianco · b7 cavallo del bianco · c7 re del nero · a6 alfiere del bianco · h6 pedone del nero · d5 alfiere del nero · b4 pedone del bianco · h2 pedone del nero | a8 re del bianco · a7 pedone del bianco · b7 cavallo del bianco · c7 re del nero · a6 alfiere del bianco · h6 pedone del nero · d5 alfiere del nero · b4 pedone del bianco · h2 pedone del nero | a8 re del bianco · a7 pedone del bianco · b7 cavallo del bianco · c7 re del nero · a6 alfiere del bianco · h6 pedone del nero · d5 alfiere del nero · b4 pedone del bianco · h2 pedone del nero | 5 |
| 4 | a8 re del bianco · a7 pedone del bianco · b7 cavallo del bianco · c7 re del nero · a6 alfiere del bianco · h6 pedone del nero · d5 alfiere del nero · b4 pedone del bianco · h2 pedone del nero | a8 re del bianco · a7 pedone del bianco · b7 cavallo del bianco · c7 re del nero · a6 alfiere del bianco · h6 pedone del nero · d5 alfiere del nero · b4 pedone del bianco · h2 pedone del nero | a8 re del bianco · a7 pedone del bianco · b7 cavallo del bianco · c7 re del nero · a6 alfiere del bianco · h6 pedone del nero · d5 alfiere del nero · b4 pedone del bianco · h2 pedone del nero | a8 re del bianco · a7 pedone del bianco · b7 cavallo del bianco · c7 re del nero · a6 alfiere del bianco · h6 pedone del nero · d5 alfiere del nero · b4 pedone del bianco · h2 pedone del nero | a8 re del bianco · a7 pedone del bianco · b7 cavallo del bianco · c7 re del nero · a6 alfiere del bianco · h6 pedone del nero · d5 alfiere del nero · b4 pedone del bianco · h2 pedone del nero | a8 re del bianco · a7 pedone del bianco · b7 cavallo del bianco · c7 re del nero · a6 alfiere del bianco · h6 pedone del nero · d5 alfiere del nero · b4 pedone del bianco · h2 pedone del nero | a8 re del bianco · a7 pedone del bianco · b7 cavallo del bianco · c7 re del nero · a6 alfiere del bianco · h6 pedone del nero · d5 alfiere del nero · b4 pedone del bianco · h2 pedone del nero | a8 re del bianco · a7 pedone del bianco · b7 cavallo del bianco · c7 re del nero · a6 alfiere del bianco · h6 pedone del nero · d5 alfiere del nero · b4 pedone del bianco · h2 pedone del nero | 4 |
| 3 | a8 re del bianco · a7 pedone del bianco · b7 cavallo del bianco · c7 re del nero · a6 alfiere del bianco · h6 pedone del nero · d5 alfiere del nero · b4 pedone del bianco · h2 pedone del nero | a8 re del bianco · a7 pedone del bianco · b7 cavallo del bianco · c7 re del nero · a6 alfiere del bianco · h6 pedone del nero · d5 alfiere del nero · b4 pedone del bianco · h2 pedone del nero | a8 re del bianco · a7 pedone del bianco · b7 cavallo del bianco · c7 re del nero · a6 alfiere del bianco · h6 pedone del nero · d5 alfiere del nero · b4 pedone del bianco · h2 pedone del nero | a8 re del bianco · a7 pedone del bianco · b7 cavallo del bianco · c7 re del nero · a6 alfiere del bianco · h6 pedone del nero · d5 alfiere del nero · b4 pedone del bianco · h2 pedone del nero | a8 re del bianco · a7 pedone del bianco · b7 cavallo del bianco · c7 re del nero · a6 alfiere del bianco · h6 pedone del nero · d5 alfiere del nero · b4 pedone del bianco · h2 pedone del nero | a8 re del bianco · a7 pedone del bianco · b7 cavallo del bianco · c7 re del nero · a6 alfiere del bianco · h6 pedone del nero · d5 alfiere del nero · b4 pedone del bianco · h2 pedone del nero | a8 re del bianco · a7 pedone del bianco · b7 cavallo del bianco · c7 re del nero · a6 alfiere del bianco · h6 pedone del nero · d5 alfiere del nero · b4 pedone del bianco · h2 pedone del nero | a8 re del bianco · a7 pedone del bianco · b7 cavallo del bianco · c7 re del nero · a6 alfiere del bianco · h6 pedone del nero · d5 alfiere del nero · b4 pedone del bianco · h2 pedone del nero | 3 |
| 2 | a8 re del bianco · a7 pedone del bianco · b7 cavallo del bianco · c7 re del nero · a6 alfiere del bianco · h6 pedone del nero · d5 alfiere del nero · b4 pedone del bianco · h2 pedone del nero | a8 re del bianco · a7 pedone del bianco · b7 cavallo del bianco · c7 re del nero · a6 alfiere del bianco · h6 pedone del nero · d5 alfiere del nero · b4 pedone del bianco · h2 pedone del nero | a8 re del bianco · a7 pedone del bianco · b7 cavallo del bianco · c7 re del nero · a6 alfiere del bianco · h6 pedone del nero · d5 alfiere del nero · b4 pedone del bianco · h2 pedone del nero | a8 re del bianco · a7 pedone del bianco · b7 cavallo del bianco · c7 re del nero · a6 alfiere del bianco · h6 pedone del nero · d5 alfiere del nero · b4 pedone del bianco · h2 pedone del nero | a8 re del bianco · a7 pedone del bianco · b7 cavallo del bianco · c7 re del nero · a6 alfiere del bianco · h6 pedone del nero · d5 alfiere del nero · b4 pedone del bianco · h2 pedone del nero | a8 re del bianco · a7 pedone del bianco · b7 cavallo del bianco · c7 re del nero · a6 alfiere del bianco · h6 pedone del nero · d5 alfiere del nero · b4 pedone del bianco · h2 pedone del nero | a8 re del bianco · a7 pedone del bianco · b7 cavallo del bianco · c7 re del nero · a6 alfiere del bianco · h6 pedone del nero · d5 alfiere del nero · b4 pedone del bianco · h2 pedone del nero | a8 re del bianco · a7 pedone del bianco · b7 cavallo del bianco · c7 re del nero · a6 alfiere del bianco · h6 pedone del nero · d5 alfiere del nero · b4 pedone del bianco · h2 pedone del nero | 2 |
| 1 | a8 re del bianco · a7 pedone del bianco · b7 cavallo del bianco · c7 re del nero · a6 alfiere del bianco · h6 pedone del nero · d5 alfiere del nero · b4 pedone del bianco · h2 pedone del nero | a8 re del bianco · a7 pedone del bianco · b7 cavallo del bianco · c7 re del nero · a6 alfiere del bianco · h6 pedone del nero · d5 alfiere del nero · b4 pedone del bianco · h2 pedone del nero | a8 re del bianco · a7 pedone del bianco · b7 cavallo del bianco · c7 re del nero · a6 alfiere del bianco · h6 pedone del nero · d5 alfiere del nero · b4 pedone del bianco · h2 pedone del nero | a8 re del bianco · a7 pedone del bianco · b7 cavallo del bianco · c7 re del nero · a6 alfiere del bianco · h6 pedone del nero · d5 alfiere del nero · b4 pedone del bianco · h2 pedone del nero | a8 re del bianco · a7 pedone del bianco · b7 cavallo del bianco · c7 re del nero · a6 alfiere del bianco · h6 pedone del nero · d5 alfiere del nero · b4 pedone del bianco · h2 pedone del nero | a8 re del bianco · a7 pedone del bianco · b7 cavallo del bianco · c7 re del nero · a6 alfiere del bianco · h6 pedone del nero · d5 alfiere del nero · b4 pedone del bianco · h2 pedone del nero | a8 re del bianco · a7 pedone del bianco · b7 cavallo del bianco · c7 re del nero · a6 alfiere del bianco · h6 pedone del nero · d5 alfiere del nero · b4 pedone del bianco · h2 pedone del nero | a8 re del bianco · a7 pedone del bianco · b7 cavallo del bianco · c7 re del nero · a6 alfiere del bianco · h6 pedone del nero · d5 alfiere del nero · b4 pedone del bianco · h2 pedone del nero | 1 |
|   | a | b | c | d | e | f | g | h |   |